# Amadou Samoura
Amadou Samoura, né le 21 novembre 2003 à Montivilliers, est un footballeur français qui joue au poste de ailier gauche à l'US Concarneau.

## Biographie

### Carrière en club

#### Le Havre AC
Après avoir fais tous les classes de jeunes au Havre AC, le 6 novembre 2021, Amadou dispute ses premières minutes en Ligue 2 avec les Les Ciel et Marine contre le Valenciennes FC (match nul 0-0). Une semaine après, le 13 novembre 2021, Amadou Samoura effectue sa première titularisation avec Le Havre en Coupe de France lors d'une victoire deux buts à deux contre le Vierzon FC. Le 2 juin 2023, Amadou Samoura et Le Havre AC remporte la Ligue 2 BKT grâce a une victoire 1-0 face au Dijon FCO.

#### US Concarneau
Après un essai non concluant en juillet 2023, le 13 juin 2024,  Amadou s'engage librement avec Les Thoniers jusqu’en 2025 (+1 année en option). Le 16 aout 2024, Samoura effectue ses premières minutes en National avec l'US Concarneau contre le Paris 13 Atletico (victoire 2-0). Le 6 septembre 2024, face a l'US Orléans, Les Thoniers menées 2-0 a la pause parviennent à gagner le match 3-2 grâce a un magnifique but en dehors de la surface d'Amadou à la 87ème minute.

## Statistiques
| Saison                | Club                  | Championnat           | Championnat | Championnat | Championnat | Coupe(s) nationale(s) | Coupe(s) nationale(s) | Coupe(s) nationale(s) | Total | Total | Total |
| Saison                | Club                  | Division              | M.          | B.          | P.d.        | M.                    | B.                    | P.d.                  | M.    | B.    | P.d.  |
| 2020-2021             | Le Havre AC rés.      | National 3            | 2           | 0           | 0           | 0                     | 0                     | 0                     | 2     | 0     | 0     |
| 2021-2022             | Le Havre AC rés.      | National 3            | 18          | 6           | 1           | 0                     | 0                     | 0                     | 18    | 6     | 1     |
| 2022-2023             | Le Havre AC rés.      | National 3            | 13          | 3           | 0           | 0                     | 0                     | 0                     | 13    | 3     | 0     |
| 2023-2024             | Le Havre AC rés.      | National 3            | 15          | 4           | 0           | 0                     | 0                     | 0                     | 15    | 4     | 0     |
| Sous-total            | Sous-total            | Sous-total            | 48          | 13          | 1           | 0                     | 0                     | 0                     | 48    | 13    | 1     |
| 2021-2022             | Le Havre AC           | Ligue 2               | 1           | 0           | 0           | 1                     | 0                     | 0                     | 2     | 0     | 0     |
| 2022-2023             | Le Havre AC           | Ligue 2               | 1           | 0           | 0           | 1                     | 0                     | 0                     | 2     | 0     | 0     |
| Sous-total            | Sous-total            | Sous-total            | 2           | 0           | 0           | 2                     | 0                     | 0                     | 4     | 0     | 0     |
| 2024-2025             | US Concarneau         | National              | 19          | 3           | 0           | 2                     | 0                     | 0                     | 21    | 3     | 0     |
| Total sur la carrière | Total sur la carrière | Total sur la carrière | 69          | 16          | 1           | 4                     | 0                     | 0                     | 73    | 16    | 1     |

## Palmarès

### En club
- Le Havre AC
  - Champion de France de Ligue 2 en 2023